# Sången, Västmanland
Sången är en sjö i Hällefors kommun och Nora kommun i Västmanland och ingår i Norrströms huvudavrinningsområde. Sjön är 20 meter djup, har en yta på 2,07 kvadratkilometer och befinner sig 123,1 meter över havet.

## Delavrinningsområde
Sången ingår i det delavrinningsområde (662013-143973) som SMHI kallar för Utloppet av Sången. Medelhöjden är 187 meter över havet och ytan är 29,84 kvadratkilometer. Räknas de 10 avrinningsområdena uppströms in blir den ackumulerade arean 293,75 kvadratkilometer. Dyltaån (Bornsälven) som avvattnar avrinningsområdet har biflödesordning 3, vilket innebär att vattnet flödar genom totalt 3 vattendrag innan det når havet efter 246 kilometer. Avrinningsområdet består mestadels av skog (76 procent). Avrinningsområdet har 3,24 kvadratkilometer vattenytor vilket ger det en sjöprocent på 10,9 procent.